# Richard Löwe
Richard Löwe (* 25. Dezember 1863 in Wanzleben; † 1940) war ein deutscher Sprachforscher und Ethnograph.

## Leben und Wirken
Nach dem Besuch des Pädagogiums des Klosters Unser Lieben Frauen in Magdeburg studierte Richard Löwe, ein Bruder des Bibliothekars und Journalisten Heinrich Loewe, seit 1884 Sprachwissenschaft, Germanistik und Klassische Philologie an der Universität Leipzig. Dort promovierte er 1889 mit einer sprachwissenschaftlichen Arbeit bei Friedrich Zarncke. Die meiste Zeit lebte er fortan in Berlin und arbeitete meistens als Privatgelehrter. An der Humboldt-Akademie in Berlin betätigte er sich als Dozent. Seine Veröffentlichungen behandeln sprachwissenschaftliche Themen aus dem Bereich der Indogermanistik.

## Veröffentlichungen (Auswahl)
- Die Dialektmischung im Magdeburgischen Gebiete. Soltau, Norden 1889 (= Dissertation Universität Leipzig).

- Die Reste der Germanen am Schwarzen Meere. Eine ethnologische Untersuchung. Niemeyer, Halle 1896.
- Die ethnische und sprachliche Gliederung der Germanen (= Festschriften der Gesellschaft für Deutsche Philologie, Bd. 16). Niemeyer, Halle 1899.
- Rübezahl im heutigen Volksglauben. In: Zeitschrift des Vereins für Volkskunde, Bd. 18 (1908), S. 1–24 u S. 151–160 sowie Bd. 21 (1911), S. 31–44.
- Deutsches Wörterbuch (= Sammlung Göschen, Bd. 64). Göschen, Leipzig 1910 (Umgearb. u. vermehrte Aufl. u.d.T.: Deutsches etymologisches Wörterbuch. de Gruyter, Leipzig 1930).
- Germanische Pflanzennamen. Etymologische Untersuchungen über Hirschbeere, Hindebeere, Rehbockbeere und ihre Verwandten (= Germanische Bibliothek, Abt. 2, Bd. 6). Winter, Heidelberg 1913.
- Die germanischen Iterativzahlen. In: Zeitschrift für vergleichende Sprachforschung, N.F., Bd. 47 (1915), H. 1/2, S. 95–146.
- Der Nominativ für den Vokativ im Indogermanischen. Vandenhoeck & Ruprecht, Göttingen 1928.
- Der freie Akzent des Indogermanischen. Eine sprachwissenschaftliche Untersuchung. de Gruyter, Berlin 1929.
- Über einige europäische Wörter exotischer Herkunft. In: Zeitschrift für vergleichende Sprachforschung, N.F., Bd. 61 (1933), S. 37–136.
- Germanische Sprachwissenschaft. Zwei Bände. 4. neubearb. Aufl. (= Sammlung Göschen, Bd. 238 u. Bd. 780). Göschen, Berlin 1933.